# David Lemieux
David Lemieux (Montréal, 22 dicembre 1988) è un pugile canadese.
È stato campione IBF dei pesi medi nel 2015. 

## Carriera
Lemieux compie il suo debutto da professionista il 14 aprile 2007, sconfiggendo il messicano Jose Candelario Torres per KO tecnico alla seconda ripresa.